# تانكرارمت آيت عبد العزيز (أولاد الفرح الجبل)
تانكرارمت آيت عبد العزيز هو دُوَّار يقع بجماعة بويبلان، إقليم تازة، جهة فاس مكناس في المملكة المغربية. ينتمي الدوّار لمشيخة أولاد الفرح الجبل التي تضم 7 دواوير. يقدر عدد سكانه بـ 407 نسمة حسب الإحصاء الرسمي للسكان والسكنى لسنة 2004.

## روابط خارجية
- البوابة الوطنية للجماعات الترابية نسخة محفوظة 12 مارس 2018 على موقع واي باك مشين.
- المندوبية السامية للتخطيط